# Mörtevatten (Ucklums socken, Bohuslän, 644313-127484)
Mörtevatten är en sjö i Stenungsunds kommun i Bohuslän och ingår i Göta älv-Bäveåns kustområde. Sjöns area är 0,041 kvadratkilometer och den befinner sig 104 meter över havet.